# Lafontaine (ancienne circonscription fédérale)
Lafontaine (aussi connue sous le nom de Lafontaine—Rosemont) fut une circonscription électorale fédérale du Québec, située sur l'île de Montréal. Elle fut représentée à la Chambre des communes de 1949 à 1979.
La circonscription fut créée en 1947 avec des parties des circonscriptions d'Hochelaga, Saint-Jacques et Sainte-Marie. 
En 1975, le nom fut modifié pour Lafontaine—Rosemont. Abolie en 1976, la circonscription fut divisée parmi Hochelaga, Laurier, Maisonneuve et Rosemont. 

## Géographie
En 1892, la circonscription comprenait:
- Une partie de la ville de Montréal, ayant comme bordure les rues Sherbrooke, Iberville, Lanaudière, Parc Lafontaine, Rachel et Brébeuf.

## Députés
| Législature                                                 | Années    | Député                | Député             | Parti   |
| ----------------------------------------------------------- | --------- | --------------------- | ------------------ | ------- |
| Lafontaine issue d'Hochelaga, Saint-Jacques et Sainte-Marie |           |                       |                    |         |
| 21e                                                         | 1949–1953 |                       | J.-Georges Ratelle | Libéral |
| 22e                                                         | 1953–1957 |                       | J.-Georges Ratelle | Libéral |
| 23e                                                         | 1957–1958 |                       | J.-Georges Ratelle | Libéral |
| 24e                                                         | 1958–1962 |                       | J.-Georges Ratelle | Libéral |
| 25e                                                         | 1962–1963 | Georges-C. Lachance   |                    | Libéral |
| 26e                                                         | 1963–1965 | Georges-C. Lachance   |                    | Libéral |
| 27e                                                         | 1965–1968 | Georges-C. Lachance   |                    | Libéral |
| 28e                                                         | 1968–1972 | Georges-C. Lachance   |                    | Libéral |
| 29e                                                         | 1972–1974 | Georges-C. Lachance   |                    | Libéral |
| 30e                                                         | 1974–1979 | Claude-André Lachance |                    | Libéral |
| Dissoute parmi Hochelaga, Laurier, Maisonneuve et Rosemont  |           |                       |                    |         |